# 金星蕨
金星蕨（学名：Parathelypteris glanduligera）为金星蕨科金星蕨属下的一个种。

## 扩展阅读
- 維基物種上的相關：金星蕨